# 庙山湖组
庙山湖组是位于中国宁夏青铜峡的白垩纪地层，1969年由宁夏银川石油勘探指挥部108队命名。该地层以棕红、紫红色泥岩（上部），紫红、棕红色砾岩、砂砾岩、砂岩（下部）为主，间夹灰白、灰红色泥灰岩、砂岩（上部），泥岩（下部）等。